# Luxey
Luxey (gaskonsko Lucsèir) je naselje in občina v francoskem departmaju Landes regije Akvitanije. Naselje je leta 2012 imelo 668 prebivalcev.

## Geografija
Kraj leži v pokrajini Gaskonji znotraj naravnega regijskega parka Landes de Gascogne ob reki Petite Leyre, 46 km severno od Mont-de-Marsana.

## Uprava
Občina Luxey skupaj s sosednjimi občinami Argelouse, Callen  in Sore sestavlja kanton Sore s sedežem v Soru. Kanton je sestavni del okrožja Mont-de-Marsan.

## Zanimivosti
- romanska cerkev sv. Janeza Krstnika,
- muzej smole,
- Garlande, naravno občutljivi prostor.